# 夕霧名残の正月
夕霧名残の正月（ゆうぎりなごりのしょうがつ）は、歌舞伎の演目。延宝6年1月(1678年)に亡くなった夕霧太夫の追善劇として同2月に荒木与次兵衛座で初演され、初代坂田藤十郎が藤屋伊左衛門を演じた。当時の台本は現存せず、現在行われているものは今井豊茂脚本の2005年12月に四代目坂田藤十郎が南座での襲名披露興行で初演したものである。最近では、2021年1月に歌舞伎座で四代目中村鴈治郎が藤屋伊左衛門を、三代目中村扇雀が夕霧を演じている。